# Lophiodon muelleri
Lophiodon muelleri là một loài rêu trong họ Ditrichaceae. Loài này được Hampe A. Jaeger mô tả khoa học đầu tiên năm 1873.